# 대십자 철십자장
대십자 철십자장(독일어: Großkreuz des Eisernen Kreuzes)은 철십자장의 변형으로, 프로이센 육군 및 프로이센의 동맹국들의 개선장군들에게 수여하기 위해 만들어졌다. 수훈자가 역사상 단 두명 뿐인 대십자 철십자 성장을 제외하면 철십자장의 변형들 중 그 격이 가장 높다. 대십자 철십자장은 나폴레옹 전쟁 도중인 1813년 3월 10일에 처음 제정되었고, 보불전쟁 때인 1870년, 제1차 세계 대전 때인 1914년 개정되었다. 이후 아돌프 히틀러가 1939년에 철십자장을 프로이센만의 것이 아닌 독일국 전체의 군사훈장으로 재편하면서 대십자 철십자장도 함께 만들었다.
대십자 철십자장은 일반 철십자장보다 크기가 두 배이며, 경식으로 목에 걸어 패용한다. 1939년에 제정된 기사십자 철십자장 역시 목에 걸어 패용하지만 그 크기는 대십자 철십자장과 일반 철십자장의 중간 정도이다.
대십자 철십자장 수훈자는 역사상 20명 존재한다.

## 1813년형 대십자 철십자장

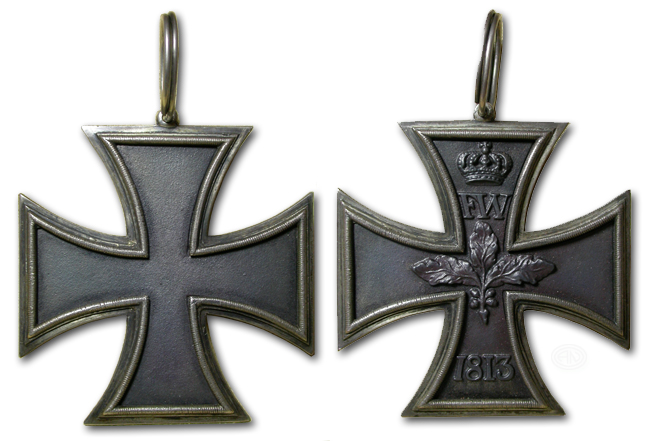
1813년형 대십자 철십자장

- 게프하르트 레베레히트 폰 블뤼허: 이후 대십자 철십자 성장으로 승격
- 프리드리히 빌헬름 폰 뷜로프 남작
- 스웨덴 왕세자 칼 요한
- 보기슬라프 프리드리히 에마누엘 폰 타우엔친
- 루트비히 요르크 폰 바텐부르크 백작

## 1870년형 대십자 철십자장
- 작센 국왕 알베르트
- 아우구스트 카를 폰 괴벤
- 에트빈 폰 만토이펠 남작
- 헬무트 카를 베른하르트 폰 몰트케
- 프로이센 왕자 프리드리히 카를
- 프로이센 왕세자 프리드리히 빌헬름
- 아우구스트 폰 베르더 백작
- 카이저 빌헬름 1세

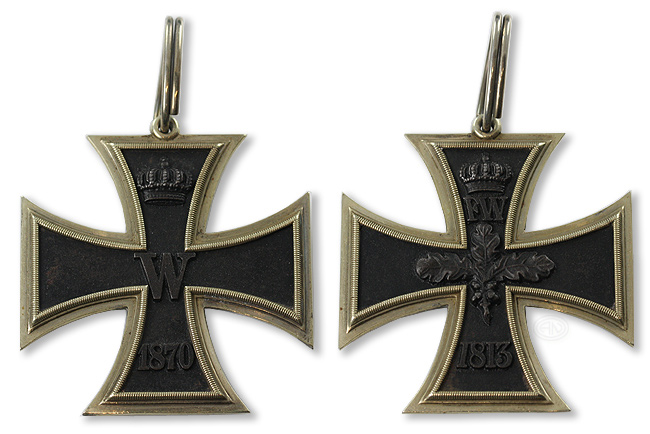
1870년형 대십자 철십자장

- 메클렌부르크슈베린 대공 프리드리히 프란츠 2세

## 1914년형 대십자 철십자장
- 카이저 빌헬름 2세

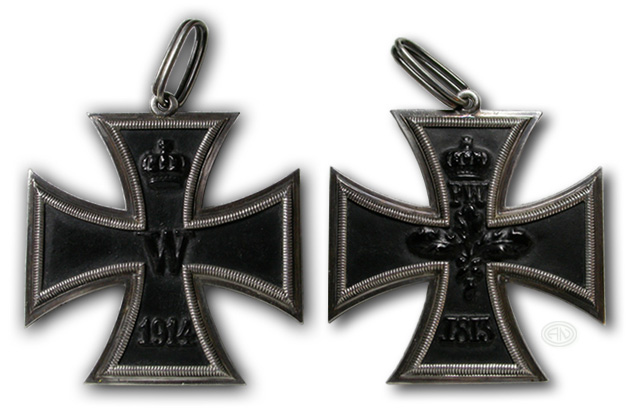
1914년형 대십자 철십자장

- 파울 폰 힌덴부르크: 이후 대십자 철십자 성장으로 승격
- 에리히 루덴도르프
- 레오폴트 폰 바이에른 왕자
- 아우구스트 폰 마켄젠

## 1939년형 대십자 철십자장
- 헤르만 괴링: 유일한 수훈자.

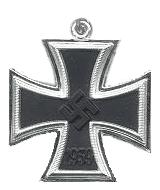
1939년형 대십자 철십자장

1939년형 대십자 철십자 성장은 만들어 놓기만 하고 독일이 패망하는 바람에 아무에게도 수여되지 못했다.

## 참고 자료
- Angolia, John R. (1976). For Führer and Fatherland: Military Awards of the Third Reich. R. James Bender Publishing. ISBN 0-912138-14-9.